# Трибология
Трибология (гръцки: наука за триенето) е науката за контакта и триенето между тела, които се движат едно спрямо друго. Изучава същността и приложението на триенето, и износването на елементите. Приложната трибология се нарича триботехника. Съществуват също така трибохимия и трибофизика. Думата идва от гръцки τριβο означаващо трия и λόγος означаващо логика. Леонардо да Винчи (1452 – 1519) е първият, който се занимава със законите на триенето.

## Задачи
Трибологията изследва триенето, смазването и износването на всички машинни елементи, подложени на износване вследствие на триенето: Лагери, зъбни колела, предавки, двигатели, линейни направляващи и др. Тази наука освен с разработката на подходящи смазващи вещества се занимава с качеството на триещите се повърхности и покритията им.

## Значение
Използването на познанията на трибологията имат голямо значение за икономията на енергия, удължаване на живота на машините, опазването на околната среда и здравето но хората.